# Jerzy Powiertowski
Jerzy Powiertowski OCD (ur. 3 grudnia 1917 w Warszawie, zm. 24 sierpnia 1944 pod Siedlcem) – Sługa Boży, męczennik, brat zakonny ze Zakonu Braci Bosych Najświętszej Maryi Panny z Góry Karmel.
Urodził się w wielodzietnej rodzinie krawieckiej Hieronima Edwarda Powiertowskiego i Henryki Felicji Lipowskiej. Na chrzcie, który odbył się 20 stycznia 1918 r. otrzymał imiona Jerzy Franciszek. Chodził do szkół w Milanówku, do którego rodzina przeniosła się w 1921 r.. W wieku jedenastu lat przystąpił do Pierwszej Komunii Świętej, a trzy lata później otrzymał sakrament bierzmowania. Ukończywszy gimnazjum w Warszawie podjął naukę zawodu w zakładzie ojca i jednocześnie uczył się w szkole muzycznej gry na instrumentach, a wolny czas poświęcał chórowi przy kościele Wszystkich Świętych. Poszukiwania sensu życia zaowocowały decyzją o powołaniu do życia zakonnego. 13 marca 1944 roku wstąpił Karmelu Terezjańskiego i przyjął imię zakonne Franciszek od św. Józefa.
Zastrzelony został przez niemiecki patrol w lesie pod Czerną. Przed śmiercią uzyskał absolucję. Pogrzeb odbył się 26 sierpnia na przyklasztornym cmentarzu.
Jest jednym z 122 sług Bożych, drugiej grupy męczenników z okresu II wojny światowej, których proces beatyfikacyjny rozpoczął się 17 września 2003 roku.